# Hamilton – Undercover in Stockholm
Hamilton – Undercover in Stockholm ist eine schwedische TV-Serie. Sie basiert auf den Carl-Hamilton-Romanen des schwedischen Autors und Journalisten Jan Guillou über den fiktiven schwedischen Geheimagenten Carl Hamilton, mit dem norwegischen Schauspieler Jakob Oftebro in der Titelrolle. Der Spionagethriller spielt in der Gegenwart, mit Schauplätzen in ganz Europa. Petter S. Rosenlund war Mitautor des Drehbuchs. Die Serie wurde unter anderem von Erik Leijonborg inszeniert.
Die Serie wurde 2019 auf der MIPCOM in Cannes vorgestellt.

## Handlung
Hamilton ist gerade nach Stockholm zurückgekehrt, als es zu einer Reihe von Cyberattacken und Bombenanschlägen kommt. Als ehemaliges Mitglied wird er von der schwedischen Sicherheitspolizei (Säpo) beauftragt, die Quelle der Angriffe zu ermitteln. Hamilton ist besorgt über multinationale Geschäftsinteressen, die einen neuen Kalten Krieg heraufbeschwören könnten und der verschiedene Standorte betrifft. Der russische, der schwedische und der amerikanische Geheimdienst sind ebenfalls beteiligt.

## Besetzung und Synchronisation
| Rollenname                  | Beschreibung | Schauspieler             | Episoden 1. Staffel | Episoden 2. Staffel | Synchronsprecher                                 |
| --------------------------- | --- | ------------------------ | ------------------- | ------------------- | ------------------------------------------------ |
| Carl Hamilton               | Feldoperator und CIA-Agent beim schwedischen Militärischer Nachrichten- und Sicherheitsdienst. Zuvor Ausbildung als schwedischer Kampfschwimmer und US Navy SEAL.                                                                                              | Jakob Oftebro            | 1–10                | 1–4                 | Jannik Endemann                                  |
| „D.G.“                      | Leiter der Einheit OP-5 des schwedischen militärischen Abschirmdienstes | Krister Henriksson       | 1–10                | 3–4                 | Bodo Wolf (Staffel 1) Thomas Kästner (Staffel 2) |
| Christer Näslund            | Leiter der Einheit für Verdeckte Operation beim schwedischen Nachrichtendienstes Säpo, Vorgesetzter u. a. von Kristin Ek | Peter Andersson          | 1–10                |                     | Tobias Lelle                                     |
| Kristin Ek                  | Mitglied in der Einheit für Verdeckte Operation beim schwedischen Nachrichtendienstes Säpo; ab der zweiten Staffel Vorgesetzte von Carl Hamilton beim OP-5 des schwedischen militärischen Abschirmdienstes; hat sich inzwischen von ihrem Mann Rikard getrennt | Nina Zanjani             | 1–8, 10             | 1–4                 | Yvonne Greitzke                                  |
| Astrid Bofors               | Kollegin von D.G. beim OP-5 | Annika Hallin            | 2–10                | 1–4                 | Andrea Aust                                      |
| Farrin Haig                 | CIA-Agentin und Vorgesetzte von Carl Hamilton | Rowena King              | 1, 3–4, 6–10        |                     | Heide Domanowski                                 |
| Birger Hagman               | IT-Mitarbeiter beim schwedischen Nachrichtengeheimdienst Säpo | Jörgen Thorsson          | 1–4, 6–10           | 1–4                 | Gerrit Schmidt-Foß                               |
| Maria Hamilton              | demente Mutter von Carl | Suzanne Reuter           | 1–3, 6–8, 10        |                     | Karin David                                      |
| Rikard Ek                   | Ehemann von Kristin Ek | Danilo Bejarano          | 1–4, 6–8, 10        |                     |                                                  |
| Sissela Lindgren            | schwedische Innenministerin | Anna Sise                | 1–5, 8, 10          | 4                   | Katrin Fröhlich                                  |
| Alfred Gripenberg           | Staatssekretär der Innenministerin, möchte ein IT-Sicherheitssystem vom Amerikaner Victor Pence kaufen, statt ein eigenes Cyber-Abwehrsystems aufzubauen | Thomas Hanzon            | 1, 3–5, 8, 10       |                     | Olaf Reichmann                                   |
| Sonja Widén                 | Schulfreundin von Carl Hamilton | Katia Winter             | 1–3, 6–7, 10        |                     | Kaya Marie Möller                                |
| Ulf Tengroth                | | Christoffer L Jonsson    | 1–2, 4, 6, 8–10     |                     | Roman Wolko                                      |
| Mykhailo „Mike“ Tyraschenko | ehemaliger Kumpel von Carl Hamilton und Angehöriger der Navy SEALs | Reimo Sagor              | 1–6                 |                     | Jacob Weigert                                    |
| Nazzir al-Hasani            | mutmaßlicher Attentäter beim Anschlag vom 1. Mai | Naby Dakhli              | 1–5                 |                     | Karim Chamlali                                   |
| Abed Erakat                 | mutmaßlicher Attentäter beim Anschlag vom 1. Mai | Boodi Kabbani            | 1–5                 |                     |                                                  |
| Pflegerin Agnes             | betreut Maria Hamilton | Alexandra Zetterberg     | 1–3, 6, 8, 10       |                     | Gundi Eberhard                                   |
| Elena Beljajeva             | Verlobte von Borisov, wird von Joseph Tarabasov an D.G. übergeben, um sie in Sicherheit zu bringen | Katharina Nesytowa       | 1–4                 |                     | Katharina Nesytowa                               |
| Sami al-Ahfiz               | mutmaßlicher Attentäter beim Anschlag vom 1. Mai | Chris Austin             | 1–5                 |                     | Samir Fuchs                                      |
| Eva Kratz                   | | Lolo Elwin               | 1, 3–4, 6, 10       |                     | Anke Reitzenstein                                |
| Victor Pence                | amerikanischer Sicherheitsexperte, möchte ein Cybersicherheitssystem an Gripenberg verkaufen | Nigel Barber             | 4–5, 9–10           |                     | Till Hagen                                       |
| Ida Ek                      | Tochter von Kristin und Rikard Ek | Nike Tombrock            | 3, 6, 8, 10         |                     | Lahja Greim                                      |
| Camilla Jung                | Freundin und Geliebte von Kristin Ek | Cecilia Häll             | 3, 5–6, 8           |                     | Katharina Spiering                               |
| Arvid Norling               | Lindgrens Pressereferent, hatte engen E-Mail-Kontakt mit Borisov, wird beim Anschlag vom 1. Mai verletzt | Viktor Åkerblom          | 1, 3–4              |                     | David Riedel                                     |
| Rashida Younis              | mutmaßliche palästinensische Terroristin, wird von Carl Hamilton getötet, laut Mouna al-Husseini wollte sie die Politiker vor den eigentlichen Attentätern am 1. Mai retten                                                                                    | Caisa Ankarsparre        | 1–2, 7              |                     |                                                  |
| Joseph Tarabasov            | russischer Nachrichtendienst, bittet D.G. Elena Beljajeva außer Landes zu bringen und sie zu beschützen | Rein Oja                 | 2, 9–10             |                     | Joachim Tennstedt                                |
| Mouna al-Husseini           | Nachfolgerin von Al-Houl bei der PLO in Ramallah | Maisa Abd Elhadi         | 2                   |                     | Sanam Afrashteh                                  |
| Borisov                     | Verlobter von Elena Beljajeva, wird in Russland vor ihren Augen erschossen | Leonardas Pobedonoscevas | 1                   |                     | Leonardas Pobedonoscevas                         |
| Lykke Öjestad               | Lebensgefährtin bzw. Verlobte von Carl Hamilton | Félice Jankell           |                     | 1–4                 | Patrizia Carlucci                                |
| Jacques Conrad              | hält Vorträge und schreibt Bücher über den vermeintlichen Überwachungsstaat | Xavier Lemaître          |                     | 1                   | Matthias Klie                                    |
| Henri Duval                 | Französischer Kapitän, Leiter der Marineausbildung | Grégory Fitoussi         |                     | 1                   | Dennis Schmidt-Foß                               |
| Veronica Stansfield         | US-Kapitänin, überwacht für die Navy Seals das Trainingsprogramm | Nadja Sofi               |                     | 1                   | Gabrielle Pietermann                             |
| Richard                     | Trainee am Marinestützpunkt im französischen Toulon | Tristan Robin            |                     | 1                   | Georgios Tzitzikos                               |
| Rosseau                     | Mitarbeiter und Personenschützer von Jacques Conrad | Aksel Üstün              |                     | 1                   | Vlad Chiriac                                     |
|                             | Oberbefehlshaber beim schwedischen militärischen Abschirmdienstes | Mats Rudal               |                     | 1–2                 | Bernd Vollbrecht                                 |
| Nyholm                      | wird beim geheimen Tauchtraining der Navy Seals von einem Mitarbeiter von Jacques Conrad getötet, da er Conrads Plan auf die Schliche kam | Andrija Hoti             |                     | 1                   | Sebastian Borucki                                |
| Legrand                     | Mitarbeiter von Jacques Conrad, brachte Nyholm beim Tauchen um; wird selbst von Hamilton durch Stoß von Nyholms Balkon getötet. | Jérémie Vigot            |                     | 1                   | Alexander Gier                                   |
| Jens Leander                | schwedischer Verteidigungsminister, designierter Vorsitzender des EU-Verteidigungsausschusses | Magnus Roosmann          |                     | 2                   | Oliver Stritzel                                  |
| Frano Galovic               | arbeitet unter dem Decknamen Roger Downing bei einem Bergbauunternehmen in Nordschweden; Bruder von Gordan und Nikša, Sohn von Aljoša | Domagoj Mrkonjic         |                     | 2                   | Fabian Oscar Wien                                |
| Gordan Galovic              | wohnt mit seiner Frau Lydia und ihrem Kind in Brüssel, ältester Bruder von Frano und Nikša, Sohn von Aljoša; erschießt den Komplizen Thomas Zetterberg im Kiruna-Weltraumcenter                                                                                | Jurij Drevenšek          |                     | 2                   | Jan Makino                                       |
| Nikša Galovic               | jüngere Bruder von Frano und Gordan, Sohn von Aljoša, sieht in Zagreb vom Fenster aus, wie sein Vater von einer Autobombe getötet wird, wird selbst an der schwedisch-finnischen Grenze von der Zollbeamtin Mia erschossen                                     | Toni Prince              |                     | 2                   | Michael Kuehl                                    |
| Aljoša Galovic              | Journalist, wird in Zagreb von einer Autobombe getötet, Vater von Gordan, Frano und Nikša | Branko Smiljanic         |                     | 2                   | Waléra Kanischtscheff                            |
| Mia                         | Zollbeamtin in Karesuando an der schwedisch-finnischen Grenze | Seidi Haarla             |                     | 2                   | Nele Niemeyer                                    |
| Lydia Galovic               | Frau von Gordan | Nika Rozman              |                     | 2                   | Anja Stadlober                                   |
| Lena Cronholt               | Leiterin des Kiruna-Weltraumcenters | Lotten Roos              |                     | 2                   | Agnes Hilpert                                    |
| Lisa Wagner                 | Mitarbeiterin vom Verteidigungsminister Jens Leander | Isabela Duarte Nilsson   |                     | 2                   | Monika Oschek                                    |
| André de Vries              | Waffenhändler, hat Interesse an der Forschungsarbeit von Lin Zheng | Götz Otto                |                     | 3                   | Götz Otto                                        |
| Lin Zheng                   | schwedische-chinesisch Forscherin | Jacelyn Parry            |                     | 3                   | Melanie Pukaß                                    |
| John Martens                | Mitarbeiter von André de Vries, versucht Lin Zheng zu entführen | Younès Bendjima          |                     | 3                   | Johann Fohl                                      |
| Chris McAllister            | Sprengstoffexperte, unterstützt Carl Hamilton auf der Militäranlage in Belarus | Vinzenz Kiefer           |                     | 3                   | Vinzenz Kiefer                                   |
| Peter Becker                | Scharfschützeneinheit, unterstützt Carl Hamilton auf der Militäranlage in Belarus | José Pimentel            |                     | 3                   | Florens Schmidt                                  |
| Bird                        | unterstützt Carl Hamilton auf der Militäranlage in Belarus | Jane Chirwa              |                     | 3                   | Jane Chirwa                                      |
| Tor Laeffler                | Richter | Anders Mossling          |                     | 3–4                 | Florian Halm                                     |
| Hanna                       | beste Freundin von Lykke | Ester Uddén              |                     | 3                   | Rieke Werner                                     |
| Ina                         | in Warschau lebende Deutsche, Umweltaktivistin bei der „Green Army“ und Bloggerin | Deleila Piasko           |                     | 4                   | Anne Helm                                        |
| Cecille le Blanc            | Anführerin der „Green Army“ | Masha Tokareva           |                     | 4                   | Nurcan Özdemir                                   |
| Magnus Jäger                | Wirtschaftswissenschaftler bei der polnischen Ölgesellschaft Naftna Polska | Jimmy Lindström          |                     | 4                   | Bernhard Völger                                  |
|                             | Aktivist bei der „Green Army“ | Tim Haars                |                     | 4                   | Johann Fohl                                      |
| Dmitri Kozlowski            | | Joi Johannsson           |                     | 4                   | Jaron Löwenberg                                  |
| Eryk Ciepielewski           | Geschäftsführer der polnischen Ölgesellschaft Naftna Polska | Eric da Silva            |                     | 4                   | Peter Flechtner                                  |
| Mikaela Ask                 | | Stephanie Hayes          |                     | 4                   | Katharina Spiering                               |
| Radek Wojda                 | Mitarbeiter bei der Warschauer Polizei | Lech Mackiewicz          |                     | 4                   | Robert Mika                                      |

1. 1 2 3 4 5  In den Fernsehepisoden lautet der Familienname Galovic. Im ZDF-Abspann wird jedoch Xenakis als Familienname aufgeführt.

## Entstehung
Im Vergleich zu den früheren Carl-Hamilton-Verfilmungen wurden Smartphones eingeführt und die ideologischen Machtspiele verändert.
Die Dreharbeiten wurden 2019 in Litauen von DramaCorp und Kärnfilm durchgeführt.
Eine zweite Staffel ist bestätigt worden. Sie wurde bereits mit acht Episoden gedreht und soll 2022 auf TV4 und C More Entertainment ausgestrahlt werden.

## Episodenliste
| Nr. | Deutscher Titel                    | Originaltitel                             | Erstveröffentlichung Schweden | Deutschsprachige Erstveröffentlichung (D) | Regie                        | Drehbuch                                                          |
| --- | ---------------------------------- | ----------------------------------------- | ----------------------------- | ----------------------------------------- | ---------------------------- | ----------------------------------------------------------------- |
| 1 | Undercover in Stockholm – Folge 1  | Folge 1                                   | 1. Jan. 2020                  | 16. Aug. 2021                             | Erik Leijonborg              | Petter S. Rosenlund, Martin Bengtsson, Julia Thelin               |
| Hamilton kehrt von einem geheimen CIA-Programm aus den Vereinigten Staaten von Amerika nach Stockholm zurück, als die Hauptstadt von zwei Bombenanschlägen und Cyberattacken während einer Rede der Innenministerin zum 1. Mai heimgesucht wird. |                                    |                                           |                               |                                           |                              |                                                                   |
| 2 | Undercover in Stockholm – Folge 2  | Folge 1                                   | 1. Jan. 2020                  | 16. Aug. 2021                             | Erik Leijonborg              | Petter S. Rosenlund, Martin Bengtsson                             |
| Die Attentäter vom 1. Mai versuchen, Schweden zu verlassen. Hamilton reist nach Palästina, um mehr über die Terroristen und ihre Pläne herauszufinden. |                                    |                                           |                               |                                           |                              |                                                                   |
| 3 | Undercover in Stockholm – Folge 3  | Folge 2                                   | 8. Jan. 2020                  | 16. Aug. 2021                             | Erik Leijonborg              | Petter S. Rosenlund, Martin Bengtsson, Julia Thelin, Pia Gradvall |
| Hamilton kehrt aus Palästina nach Schweden zurück und setzt die Jagd auf die Terroristen fort. DG und seine Kollegin Astrid Bofors versuchen herauszufinden, wie der Mord in Russland mit dem Terroranschlag in Stockholm in Verbindung gebracht werden kann. |                                    |                                           |                               |                                           |                              |                                                                   |
| 4 | Undercover in Stockholm – Folge 4  | Folge 3                                   | 15. Jan. 2020                 | 16. Aug. 2021                             | Lisa Farzaneh                | Martin Bengtsson, Gunnar Nilsson, Tommy Håkansson                 |
| Im Auftrag der CIA beginnt Hamilton seine Arbeit bei der Säpo, was Kristin Ek nicht gefällt. Dort lernt er Birger Hagman kennen, der ihm hilft herauszufinden, dass Arvid Norling geheime Informationen in einem Lagerraum versteckt hat. |                                    |                                           |                               |                                           |                              |                                                                   |
| 5 | Undercover in Stockholm – Folge 5  | Folge 4                                   | 22. Jan. 2020                 | 16. Aug. 2021                             | Lisa Farzaneh                | Petter S. Rosenlund, Martin Bengtsson                             |
| Nachdem die mutmaßlichen Terroristen Nazzir al-Hasani, Abed Erakat und Sami al-Ahfiz vom Anschlag am 1. Mai via Schiff nach Hamburg geflüchtet sind, reisen Hamilton und Kristin Ek ebenfalls nach Hamburg, um dem BND bei der Jagd nach den Terroristen zu helfen. Währenddessen werden im Stockholmer Karolinska-Universitätskrankenhaus, in der der schwer verletzte Pressereferent der Innenministerin behandelt wird, die Computersysteme von unbekannten Hackern lahmgelegt. |                                    |                                           |                               |                                           |                              |                                                                   |
| 6 | Undercover in Stockholm – Folge 6  | Folge 5                                   | 29. Jan. 2020                 | 16. Aug. 2021                             | Lisa Farzaneh                | Martin Bengtsson, Gunnar Nilsson, Tommy Håkansson                 |
| Hamilton rettet Kristin Ek aus dem brennenden Lagerhaus und bringt sie in ein Krankenhaus. In Stockholm flüchtet er zu seiner alten Schulfreundin Sonja Widén. Gemeinsam fahren sie auf eine Insel, wo er sich verstecken will. |                                    |                                           |                               |                                           |                              |                                                                   |
| 7 | Undercover in Stockholm – Folge 7  | Folge 6                                   | 5. Feb. 2020                  | 16. Aug. 2021                             | Per Hanefjord                | Petter S. Rosenlund, Martin Bengtsson                             |
| Hamilton spürt Sonja Widén auf, um ihr die Wahrheit zu sagen. Ihr Treffen wird vorzeitig unterbrochen, weil die Polizei Sonja zu einem Verhör bringt. Währenddessen suchen sowohl der schwedische Nachrichtendienst Säpo als auch der militärische Abschirmdienst nach dem untergetauchten CIA-Agenten. |                                    |                                           |                               |                                           |                              |                                                                   |
| 8 | Undercover in Stockholm – Folge 8  | Folge 7                                   | 12. Feb. 2020                 | 16. Aug. 2021                             | Per Hanefjord                | Martin Bengtsson, Gunnar Nilsson, Tommy Håkansson                 |
| Ek beginnt, den verhafteten Hamilton zu verhören. Sie findet heraus, dass er für Farrin Haig gearbeitet hat. Die CIA hat ein Video an die schwedischen Behörden weitergegeben, dass ihn bei der Tötung von Rashida Younis zeigt. Die Säpo ruft eine Pressekonferenz ein, um die Öffentlichkeit über seine Beteiligung an dem Terroranschlag zu informieren. Nachdem die Säpo das Gebäude der OP5 geräumt hat, kündigt DG bei der OP5. |                                    |                                           |                               |                                           |                              |                                                                   |
| 9 | Undercover in Stockholm – Folge 9  | Folge 8                                   | 19. Feb. 2020                 | 16. Aug. 2021                             | Lisa Farzaneh, Per Hanefjord | Martin Bengtsson, Gunnar Nilsson, Tommy Håkansson                 |
| Hamilton gelingt die Flucht aus der Untersuchungshaft und er reist in die Ukraine, um herauszufinden, welche Informationen Borisov vor seinem Tod an Norling weitergegeben hat. Hamilton weiß nicht, dass seine CIA-Vorgesetzte Haig in der Ukraine Killer auf ihn angesetzt hat. DG beschließt, seinen Rücktritt nach einem Besuch der Säpo zu überdenken. |                                    |                                           |                               |                                           |                              |                                                                   |
| 10 | Undercover in Stockholm – Folge 10 | Folge 9                                   | 26. Feb. 2020                 | 16. Aug. 2021                             | Erik Leijonborg              | Petter S. Rosenlund, Martin Bengtsson, Per Hanefjord              |
| Stockholm wird von einem weiteren massiven Cyberangriff heimgesucht. Die Medien des Landes werden mit vorgefertigten Artikeln über Terroranschläge überschwemmt, die noch gar nicht stattgefunden haben. Das Ganze gipfelt in einem brutalen Showdown zwischen Haig und Hamilton. |                                    |                                           |                               |                                           |                              |                                                                   |
| 11 | Mord am Mittelmeer                 | Reset, del 1 Reset, del 2                 | 18. Apr. 2022                 | 5. Dez. 2022                              | Erik Leijonborg              | Per Hanefjord, Morgan Jensen                                      |
| In der Nähe vom französischen Marinestützpunkt in Toulon an der Französischen Riviera ist Hamiltons früherer Kollege Ruben Nyholm während einer geheimen NATO-Tauchübung der Navy Seals zu Tode gekommen. Die Franzosen und das US-Militär vermuten, dass Nyholm einen Anschlag geplant hatte, woran Nyholms ehemaliger Kamerad Carl Hamilton aber nicht glaubt. Carl Hamilton soll den Fall vor Ort untersuchen. Hamiltons neue Vorgesetzte Kristin Ek und der IT-Spezialist Birger Hagman reisen ebenfalls nach Frankreich. In Toulon treffen Carl Hamilton und Kristin Ek auf den Millionär Jacques Conrad, der Verschwörungstheorien hegt und in Büchern und Vorträgen dazu aufruft, sich gegen den vermeintlichen Überwachungsstaat aufzulehnen. Es stellt sich heraus, dass seine Organisation mehrere Unterseekabel mit Sprengstoff versehen haben, die die Stadt Toulon und den Marinestützpunkt unter anderem mit Strom versorgt. Unter dem Stützpunkt in Toulon befindet sich ein großes Rechenzentrum des französischen Militärgeheimdienstes, welches offenbar das Ziel von Jacques Conrad ist. Da Nyholm Conrad auf die Schliche kam, wurde er von Conrads Mitarbeiter Legrand umgebracht. Auf einer Insel mit Conrads Privatanwesen werden Carl Hamilton und Kristin Ek von Conrads Leuten gefangen genommen und in einem sinkenden Boot gefesselt. Kapitän Henri Duval vom französischen Militär, der auch von Conrad bezahlt wird, informiert Conrad, dass ihr Plan aufgeflogen sei und sie abbrechen müssen. Conrad will den Plan jedoch durchziehen. Durch die Explosionen wird die Stromversorgung unterbrochen und das Rechenzentrum von Conrad und zwei seiner Männer gestürmt. Bevor Sprengsätze in der Serverhalle gezündet werden können, wird Conrad von Veronica Stansfield erschossen. Kristina Ek gelingt es aus dem sinkenden Boot einen Notruf über Funk abzusetzen und dank Birger Hagmans Hilfe kann das Boot geortet werden. Hamilton und Ek werden in letzter Sekunde gerettet. In den Nachrichten werden von den französischen Behörden die Gerüchte dementiert, dass es sich bei dem Stromausfall um einen Terrorangriff gehandelt habe. |                                    |                                           |                               |                                           |                              |                                                                   |
| 12 | Das Kiruna Projekt                 | Need To Know, del 1 Need To Know, del 2   | 25. Apr. 2022                 | 5. Dez. 2022                              | Erik Leijonborg              | Frederik T Olsson, Morgan Jensen                                  |
| Carl Hamilton soll im Auftrag des OP-5 den Kroaten Frano Galovic überwachen, welcher in der Bergbaumine der Northern Sweden Mining Corporation (NSMC) in Kiruna unter dem Decknamen Roger Downing arbeitet. Als Carl Hamilton beobachtet, wie Frano Galovic Sprengstoff in sein Auto lädt, vermutet er, dass dieser einen Anschlag vorbereitet. Carl Hamilton wird jedoch nicht über Details seines Auftrags informiert und verfolgt auf eigene Faust und gegen die Anweisung von Astrid Franos Wagen. Astrid Bofors schickt daher Kristin Ek zu Carl Hamilton nach Kiruna. Carl findet heraus, dass Franos verstorbener Vater Aljoša Galovic ein Journalist war und in Zagreb durch eine Autobombe getötet wurde. Aljoša Galovic recherchierte über ein Atomprogramm, an dem auch die schwedische Regierung beteiligt ist, in welchem offenbar eine Atombombe hergestellt wird. Franos Bruder Gordan kommt aus Brüssel nach Kiruna und sie fahren gemeinsam zum Kiruna-Weltraumzentrum. Die Brüder werden durch ihren Komplizen Thomas Zetterberg auf das Gelände gelassen, wo sie in einem unterirdischen Tunnel hoch aktives Uran in ihr Auto verladen. Als sie von Carl entdeckt werden, gibt es einen Schusswechsel, bei dem Gordan Thomas Zetterberg erschießt. Frano und Gordan können mit dem Auto und dem Uran entkommen. Nachdem Carl Gordan auf einem LKW-Parkplatz aufgespürt hat, kommt es zu einem Unfall, bei dem Gordon durch einen anderen LKW angefahren und getötet wird. Frano konnte flüchten. Zurück in Stockholm informiert Kristin Carl, dass es noch einen weiteren Bruder gab, Nikša Galovic. Nikša fuhr einen auf die NSMC zugelassen LKW und ist bei einem Unfall an der schwedisch-finnischen Grenze in Karesuando zu Tode gekommen. Allerdings sei das kein Unfall gewesen. Der schwedische Verteidigungsminister Jens Leander soll in Brüssel zum Vorsitzenden des Verteidigungsausschusses vereidigt werden. Frano hat sehr wahrscheinlich Schweden mit 20 kg angereichertem Uran verlassen. Im Auftrag von Astrid werden Carl und Kristin als Kräfte der Säpo eingesetzt und undercover zum Personenschutz von Leander gehören. In Brüssel stößt Carl Hamilton unter den Demonstranten auf Lydia Galovic, die Frau vom verstorbenen Gordan Galovic. Sie sagt aus, dass Frano in Zagreb sei und Carl offenbar nicht wisse, wen er da beschütze. Sie übergibt ihm Dokumente mit Recherchen von Aljoša Galovic. Nach einem Zwischenfall mit Jens Leander, wird Carl Hamilton vom Personenschutz abgezogen. Carl will bereits nach Stockholm zurückreisen, als Birger Hagman herausfindet, dass Franos Lieferwagen wieder in Belgien ist. Über Verkehrskameras entdecken sie Frano, der mit dem Sprengsatz den EU-Gipfel betritt. Der Gipfel wird daraufhin sofort evakuiert. Frano überwältigt den Fahrer von Jens Leander und kann so mit Leander entkommen. Frano möchte von Jens Leander ein Geständnis erzwingen, was aber nicht gelingt. Daraufhin löst Frano den Timer der Bombe aus. Carl Hamilton verfolgt inzwischen die beiden, in dessen Folge Franos Wagen von der Straße abkommt und sich überschlägt. Frano wird von der Polizei festgenommen. Nach der Rückkehr nach Stockholm steckt Carl die von Lydia Galovic erhaltenen Unterlagen sowie einen Mitschnitt von einem Gespräch zwischen Carl Hamilton und dem Verteidigungsminister Jens Leander in einen Umschlag, der anonym an die Zeitung Aftonbladet adressiert ist. |                                    |                                           |                               |                                           |                              |                                                                   |
| 13 | Lykke darf nicht sterben           | Shadow World, del 1 Shadow World, del 2   | 2. Mai 2022                   | 5. Dez. 2022                              | Per Hanefjord                | Per Hanefjord, Morgan Jensen, Katarina Ewers                      |
| Die schwedische-chinesisch Forscherin Lin Zheng hat eine Genomsequenzierungtechnik der nächsten Generation entwickelt, welche jedoch nicht als DURC (Dual Use Research of Concern) gekennzeichnet ist. In den falschen Händen könnte die Technik aber auch als Massenvernichtungswaffe missbraucht werden. Nach einer vereitelten Entführung von Zheng, wird sie mit ihrer Familie in einem Safe House untergebracht. Der Waffenhändler André de Vries nimmt daraufhin Carl ins Visier und entführt dessen Verlobte Lykke. Carl soll de Vries die Forschungsarbeit Lin Zheng besorgen. Der Austausch gegen Lykke soll auf einer verlassenen Militäranlage in Belarus an der Grenze zu Litauen stattfinden. D.G. hatte nach einem Herzinfarkt seinen Tod vorgetäuscht und taucht überraschend bei Carl Hamilton auf. Er hatte bereits in der Vergangenheit mit de Vries zu tun. D.G. vermittelt Carl den Sprengstoffexperten Chris McAllister, den Scharfschützen Peter Becker und Bird. Die drei unterstützen Carl auf der Militäranlage in Belarus. Dort kommt es zu heftigem Schusswechsel in dessen Folge de Vries und seine Leute – aber auch Lykke – getötet werden. |                                    |                                           |                               |                                           |                              |                                                                   |
| 14 | Der zerbrechliche Planet           | The Reckoning, del 1 The Reckoning, del 2 | 9. Mai 2022                   | 5. Dez. 2022                              | Per Hanefjord                | Per Hanefjord, Morgan Jensen, Alexander Kantsjö                   |
| Carl Hamilton ist nach dem Tod seiner Verlobten Lykke traumatisiert und gibt sich dem Alkohol hin. Sein ehemaliger Chef D.G. soll ihn überreden, einen Auftrag in Warschau anzunehmen. Dort ist Magnus Jäger, Wirtschaftswissenschaftler bei der Ölgesellschaft Naftna Polska, in die Botschaft seines Heimatlandes Schweden geflüchtet. Er verfügt über wichtige Informationen, die die Sicherheit Schwedens betreffen. Carl Hamilton soll ihn aus der Botschaft und zurück nach Schweden bringen. Unterwegs wird Jäger auf offener Straße erschossen, seine letzten Worte waren „Green Army“. Carl freundet sich mit der Bloggerin und Umweltaktivistin der Green Army an, nachdem er sie auf einer Demonstration vor jemanden mit einer gezogenen Waffe gerettet hat. Die Green Army hatte Magnus Jäger erpresst und sie haben dadurch Unterlagen erhalten, die beweisen, dass Naftna Polska trotz gravierender Folgen für die Umwelt durch Bestechungsgelder Betriebslizenzen in Schweden erhalten hat. Die Unterlagen enthalten Kontonummern, Transaktionen und Empfängernamen hochrangiger Entscheidungsträger. Ina nimmt Carl mit in ein Camp der Green Army, welches dort von Cecille le Blanc geführt wird. Er findet dort gelagerten Sprengstoff und Zünder und ist besorgt, was die Gruppe im Schilde führt. Auf einer Pressekonferenz der schwedischen Silverstar Petroleum soll die Fusion mit der polnischen Naftna Polska bekanntgegeben werden. Die Green Army stürmt die Veranstaltung mit Waffengewalt und lässt den Geschäftsführer der Naftna Polska, Eryk Ciepielewski, vor laufender Kamera eine Erklärung über die Verfehlungen und vorgenommene Korruption verlesen. Anschließend bindet Ina Ciepielewski Sprengstoff um und sie gehen auf das Dach des Hauses. Cecille hat Krebs im Endstadium und offenbar nichts zu verlieren. Carl verhindert durch einen tödlichen Schuss, dass sie den Zünder betätigt. |                                    |                                           |                               |                                           |                              |                                                                   |

## Veröffentlichung
Die erste Staffel von Hamilton behandelt folgenübergreifend die Bombenanschläge und Cyberangriffe in Stockholm. Hamilton wurde am 1. Januar 2020 erstmals auf dem nordischen Sender C More Entertainment ausgestrahlt, gefolgt vom schwedischen TV4. Die Serie wurde auch an SBS Australien verkauft und am 25. März 2020 auf Englisch mit gelegentlichen Untertiteln ausgestrahlt. Sie wurde auch vom norwegischen TV 2, dänischen Rundfunk DR sowie finnischen MTV3 übernommen. Die Serie wurde außerdem vom belgischen Canvas ab März 2021 ausgestrahlt. Die schwedische Originalfassung besteht aus neun Folgen, wobei die erste Folge eine Doppelfolge ist. Die internationale Version der Fernsehserie besteht aus zehn Folgen.
In Deutschland wurde die erste Staffel im ZDF ab 16. August 2021 auf dem Sendeplatz des Montagskinos in einer Schnittfassung von vier Spielfilmen mit einer Länge von 85–105 Minuten gesendet. Im ZDF-Nachtprogramm sowie in der ZDFmediathek wurden die ungeschnittenen zehn Episoden ausgestrahlt.
Die zweite Staffel besteht im schwedischen Original aus acht Folgen à 43–44 Minuten, wobei jeweils zwei Folgen einen Fall behandelt und wurden in Schweden ab 18. April 2022 veröffentlicht. Das an der Produktion beteiligte ZDF hat jeweils zwei Folgen in einer Filmfassung von ca. 86–87 Minuten wöchentlich ab 5. Dezember 2022 im ZDF Montagskino ausgestrahlt. Die Veröffentlichung der gesamten Staffel in der ZDFmediathek erfolgte bereits am 5. Dezember 2022.

## Rezeption
In der Süddeutschen Zeitung schrieb Susan Vahabzadeh unter der Überschrift Nordischer James Bond:

„Die Agentenserie ist tatsächlich eine schwedisch-deutsche Co-Produktion, aus dem Genre von 24 und Homeland und amerikanischen Konkurrenzprodukten durchaus ebenbürtig
[…]
Die Serie dockt ans amerikanische Kino- und Serienwesen an, mit einem Plot, der die Figur Hamilton aus dem Kalten Krieg ins 21. Jahrhundert katapultiert. Die Actionszenen sitzen, das Tempo stimmt, so wie bei vielen amerikanischen Serien.“

Oliver Armknecht beschäftigt sich auf film-rezensionen.de in seiner Rezension mit der Vorgeschichte Jan Guillous Figur Carl Hamilton und den bisherigen Verfilmungen. Zur nun vorliegenden Serie schreibt er:

„Während der Plot also schon recht komplex ist, sind die Figuren überwiegend einfach gezeichnet. Man merkt Hamilton: Undercover in Stockholm schon an, dass die Serie ganz auf die Hauptfigur zugeschnitten ist. Kristin darf noch Probleme in der Familie haben. Das war es aber schon. Statt auf charakterliche Tiefe setzt die Serie lieber auf Tempo und Wendungen. Das ist durchaus spannend, scheut sich zudem nicht davor zurück, ein paar heißere Themen anzupacken, darunter die Skrupellosigkeit von Demokratien, zur eigenen Bereicherung über Leichen zu gehen.“

Die FAZ kritisiert:

„Der neue Hamilton-Mehrteiler […] thrillt eher so vor sich hin. Und er ist, wie man zuletzt bei vielen Serien enttäuscht feststellen musste, für das Erzählte schlicht zu lang.
[…]
Das Problem ist: In diesem Hamilton, in dem der Held zunächst von einer CIA-Agentin namens Farrin Haig (Rowena King) gesteuert und als Doppelagent aufgebaut wird, kommt trotz des überzeugenden Hauptdarstellers Jakob Oftebro (‚Countdown Kopenhagen‘) kaum je wirklich Spannung auf. Eigentlich nur zu Beginn.“